# 小行星9569
小行星9569（英語：9569 Quintenmatsijs）是一颗围绕太阳公转的小行星。1988年2月11日，天文学家艾瑞克·怀特·埃尔斯特在拉西拉天文台发现了此天体。
这颗小行星的绝对星等为244.7220608939524等。